# Rambo (serial animowany)
Rambo (ang. Rambo: The Forces of Freedom) – amerykański serial animowany. Animacja powstała po sukcesach filmów fabularnych Rambo – Pierwsza krew oraz Rambo II. Serial debiutował 14 kwietnia 1986 roku jako miniseria (5 odcinków) wyprodukowana przez Ruby-Spears Enterprises. We wrześniu powrócił na antenę i był nadawany codziennie. 18 grudnia tego samego roku zakończono nadawanie serialu. Seria składa się z sześćdziesięciu pięciu odcinków (1 sezon).	 	
W 1992 roku, Imperial Entertainment wydał serial na kasetach VHS z polskim lektorem.

## Fabuła
Serial opowiada o losach Johna Rambo, który tym razem nie działa samodzielnie. Pomaga mu zespół „The Force of Freedom” (Siły Wolności). W skład grupy wchodzą Edward „Turbo” Hayes – ekspert w dziedzinie mechaniki, oraz Katherine Anne „Kat” Taylor – mistrzyni kamuflażu. Naprzeciw nim staje generał Warhawk, wraz z terrorystyczną grupą S.A.V.A.G.E (z ang.: savage – brutalny, dziki).

## DVD
W 2005 roku Lions Gate Entertainment wydało sześć płyt DVD z wszystkimi odcinkami serialu.
| Tytuł               | Ilość epizodów | Data wydania |
| ------------------- | -------------- | ------------ |
| A World of Trouble  | 11             | 14.07.2005   |
| Enter The Dragon    | 11             | 14.07.2005   |
| S.A.V.A.G.E. Island | 10             | 13.09.2005   |
| Up In Arms          | 11             | 13.09.2005   |
| Snow Road           | 11             | 13.12.2005   |
| Face of Freedom     | 11             | 13.12.2005   |

## Obsada
- Neil Ross jako John Rambo (głos)
- Michael Ansara jako generał Warhawk (głos)
- James Avery jako Turbo (głos)
- Peter Cullen jako sierżant Havoc (głos)
- Ed Gilbert jako Nomad (głos)
- Robert Ito jako Black Dragon, White Dragon (głos)
- Mona Marshall jako Kat (głos)
- Alan Oppenheimer jako pułkownik Trautman (głos)
- Lennie Weinrib jako Gripper (głos)
- Frank Welker jako Mad Dog (głos)

## Spis odcinków
W nawiasie data premiery odcinka.
1. First Strike (14.04.1986)
2. The Angel of Destruction (15.04.1986)
3. Battlefield Bronx (16.04.1986)
4. Raise the Yamato (17.04.1986)
5. The Taking of Tierra Libre (18.04.1986)
6. Subterranean Holdup (15.09.1986)
7. Trouble in Tibet (16.09.1986)
8. S.A.V.A.G.E. Island (17.09.1986)
9. General Warhawk's Curse (18.09.1986)
10. Deadly Keep (19.09.1986)
11. Beneath the Streets (22.09.1986)
12. Cult of the Cobra (23.09.1986)
13. Raid on Las Vegas (24.09.1986)
14. The Lost City of Acra (25.09.1986)
15. Guns Over Suez (26.09.1986)
16. Exercise in Terror (06.10.1986)
17. The Doomsday Machine (07.10.1986)
18. Disaster in Delgado (08.10.1986)
19. Fire in the Sky (09.10.1986)
20. Enter the Black Dragon (10.10.1986)
21. Reign of the Boy King (13.10.1986)
22. Rambo and the White Rhino (14.10.1986)
23. Pirate Peril (15.10.1986)
24. Mephisto's Magic (16.10.1986)
25. The Halley Microbe (17.10.1986)
26. Death Merchant (20.10.1986)
27. Return of the Count (21.10.1986)
28. Night of the Voodoo Moon (22.10.1986)
29. Lagoon of Death (23.10.1986)
30. Snow Kill (24.10.1986)
31. Terror Beneath the Sea (27.10.1986)
32. Swamp Monster (28.10.1986)
33. Freedom Dance (29.10.1986)
34. Texas Inferno (30.10.1986)
35. The Iron Mask (31.10.1986)
36. Children for Peace (03.11.1986)
37. S.A.V.A.G.E. Rustlers (04.11.1986)
38. Mind Control (05.11.1986)
39. Vote of Terror (06.11.1986)
40. Target, Supertanker (07.11.1986)
41. Enter the White Dragon (10.11.1986)
42. Skyjacked Gold (11.11.1986)
43. Attack on El Dorado (12.11.1986)
44. The Ninja Dog (13.11.1986)
45. When S.A.V.A.G.E. Stole Santa (14.11.1986)
46. Blockbuster (17.11.1986)
47. Supertrooper (18.11.1986)
48. Warhawk's Fortress (19.11.1986)
49. The Konichi (20.11.1986)
50. Robot Raid (21.11.1986)
51. Alphas, Arms, and Ambush (1) (24.11.1986)
52. Alphas, Arms, and Ambush (2) (25.11.1986)
53. Crash (26.11.1986)
54. Mirage (27.11.1986)
55. Blind Luck (28.11.1986)
56. Turbo's Dilemma (01.12.1986)
57. Masquerade (02.12.1986)
58. Just Say No (08.12.1986)
59. Monster Island (09.12.1986)
60. Quarterback Sneak (10.12.1986)
61. Sepulcher of Power (11.12.1986)
62. The Twin Within (12.12.1986)
63. S.A.V.A.G.E. Space (15.12.1986)
64. Change of Face (17.12.1986)
65. Horror of the Highlands (18.12.1986)